# Angelina Lemmo
Angelina Lemmo Brando (Caracas, 2 de mayo de 1933 – Ib., 27 de agosto de 1988), fue una historiadora, traductora y profesora universitaria venezolana.
Realizó sus estudios de licencia y doctorado en historia en la Universidad Central de Venezuela. En 1956 ingresó como investigadora en el Instituto de Antropología e Historia de esta universidad, del que posteriormente fue su directora. Alcanzó el puesto de profesor titular, especializándose en culturas prehispánicas y fue creadora del Seminario de Historiografía Colonial de Venezuela. 
En 1975 publicó su obra más polémica: De cómo se desmorona la historia, en la cual critica la Historia de Venezuela de Guillermo Morón. 
Entre 1985 y 1986 ejerció la cátedra Andrés Bello en el Centro de Estudios Latinoamericanos de la Universidad de Oxford. Junto a su obra como historiadora también escribió y publicó poesía. Entre sus traducciones se encuentra la del libro El cuento folklórico, del antropólogo estadounidense Stith Thompson en 1972. 
Falleció a los 55 años el 27 de agosto de 1988.

## Obra
- Dauxion Lavaysse y su obra (1967)
- Etnografía y fuentes históricas (1970)
- Silencio comunicante: poemas (1974)
- De cómo se desmorona la historia: observación a la historia de Venezuela (1975)
- La educación en Venezuela en 1870 (1976)
- Diálogos dislocados (1978)
- Grietas de luz: poemas (1978)
- Esquema de estudio para la historia indígena de América (1980)
- Historiografía colonial de Venezuela (1983)
- Y tenemos de todos los reinos: opúsculo tentativo sobre la idiosincrasia del venezolano (1986)
- J.A. de Armas Chitty (1987)
- Notas acerca de la historiografía inglesa sobre Venezuela, siglos XVI, XVII y XVIII (1987)